# Antepione sulphurata
Antepione sulphurata är en fjärilsart som beskrevs av Alpheus Spring Packard 1876. Antepione sulphurata ingår i släktet Antepione och familjen mätare. Inga underarter finns listade i Catalogue of Life.

## Bildgalleri

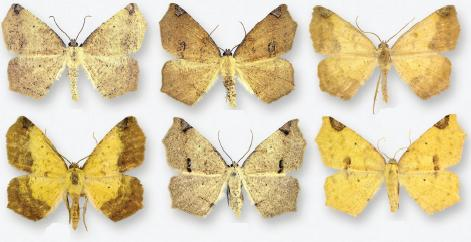
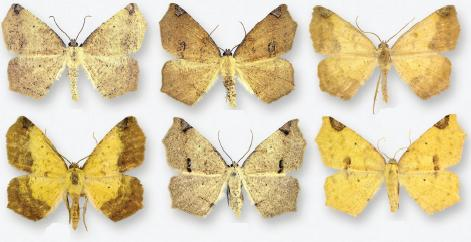